# Literatura polska – barok

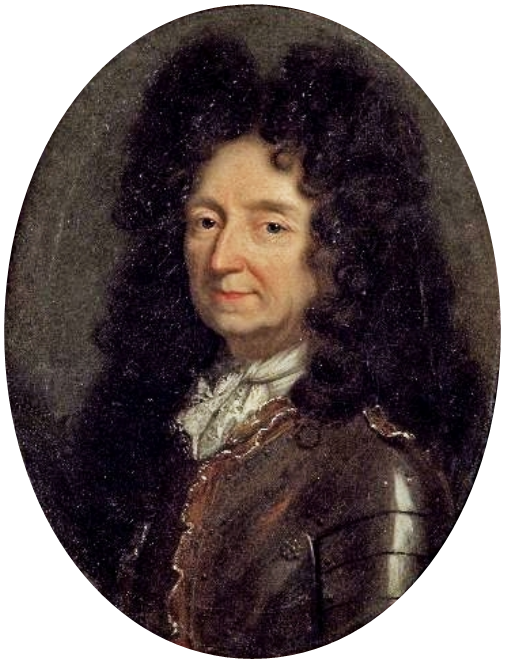
podskarbi wielki koronny Jan Andrzej Morsztyn – poeta epoki baroku w Polsce

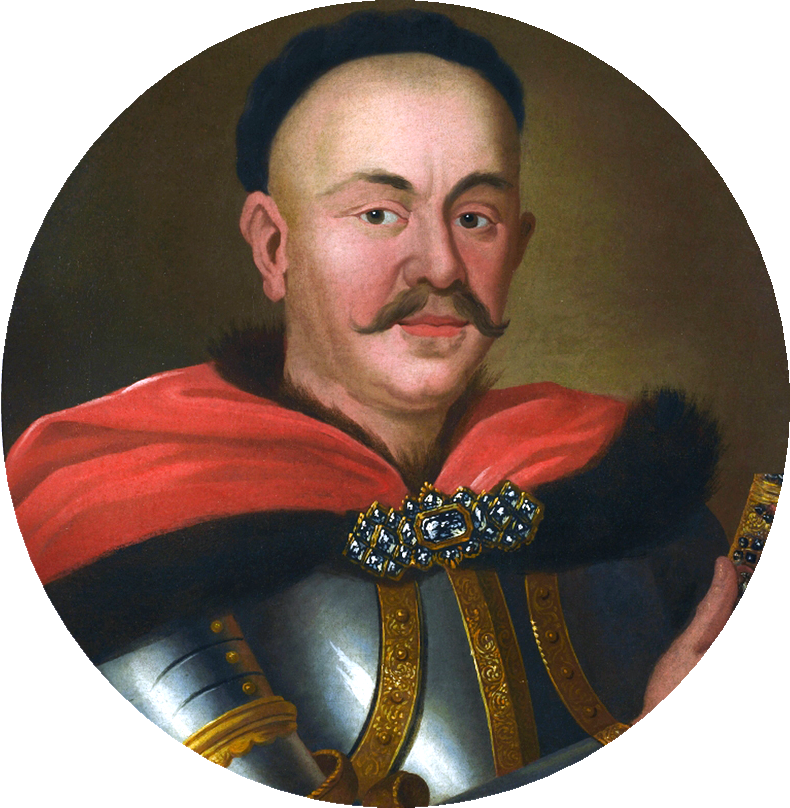
marszałek wielki koronny Stanisław Herakliusz Lubomirski, poeta baroku dworskiego

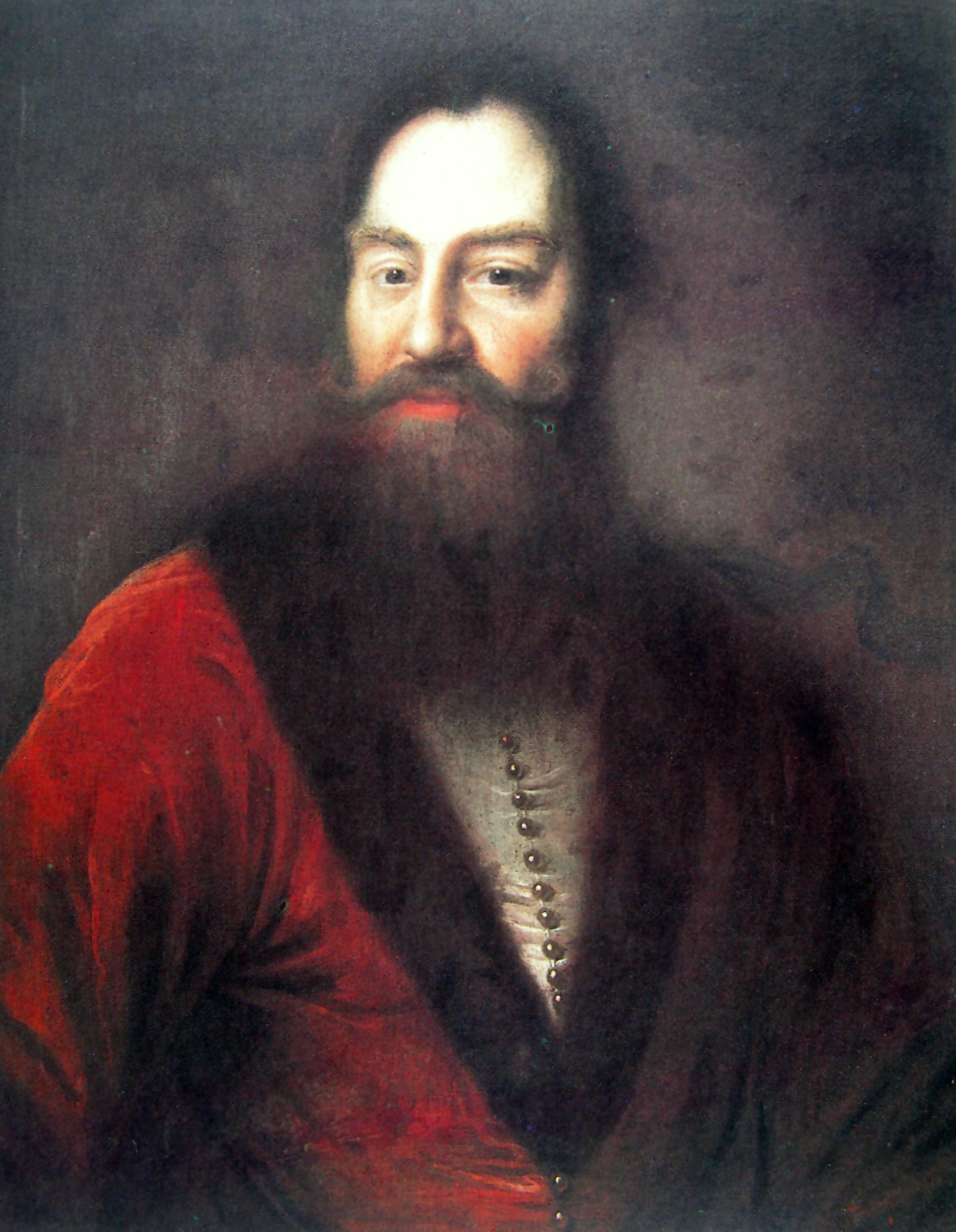
kanclerz wielki koronny Jan Stanisław Jabłonowski bajkopisarz
późnobarokowy

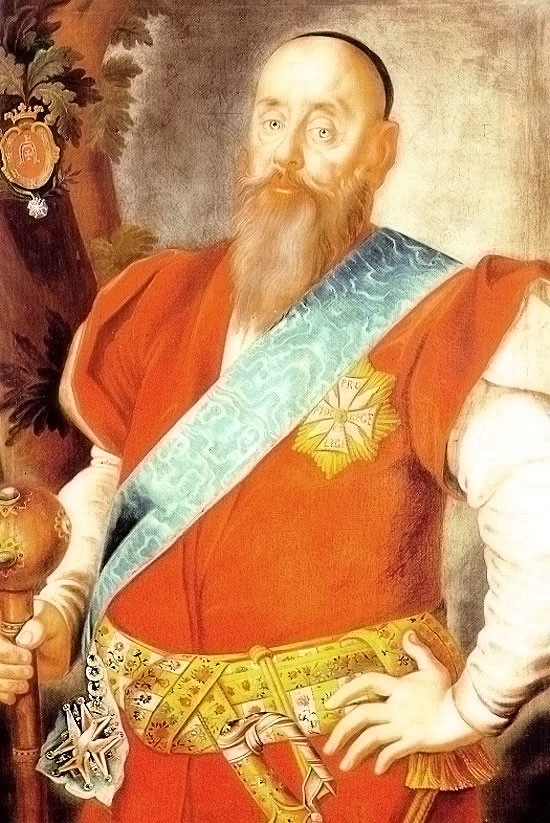
hetman wielki koronny Wacław Piotr Rzewuski dramatopisarz późnobarokowy

Literatura polska w okresie baroku – epoka w historii literatury polskiej obejmująca okres od lat osiemdziesiątych XVI wieku do lat trzydziestych XVIII wieku.
Epoka baroku w literaturze polskiej przypada mniej więcej na wiek XVII i pierwszą połowę XVIII stulecia. Są to jednak tylko umowne ramy czasowe, bowiem ślady baroku są widoczne już w twórczości niektórych pisarzy XVI-wiecznych, a więc tworzących w okresie renesansu. Również zakres oddziaływania prądów barokowych jest znacznie szerszy niż przyjęte ramy czasowe.

## I Faza – początki polskiej literatury barokowej
Faza ta przypada na okres do końca panowania króla Zygmunta III, jest okresem stopniowego kształtowania się barokowej literatury na gruncie polskim. Wyrastała ona pod wpływem baroku europejskiego, z którym stykali się polscy twórcy podróżujący w różnych celach za granicę. U jej podstaw leżały głęboka religijność, mistycyzm i egzystencjalny niepokój, nawiązujące do tradycji średniowiecza. Na terenie Polski doszło do połączenia wzoru baroku europejskiego z rodzimym wzorem sarmackim, co uczyniło polską kulturę oryginalną na tle europejskiej.
Początki polskiego baroku przypadają na schyłek renesansu. Do przedstawicieli okresu przejściowego należał Mikołaj Sęp Szarzyński, autor wydanego po śmierci autora tomiku Rymy albo wiersze polskie. Do innych wybitnych twórców należeli też m.in. Kasper Miaskowski, Stanisław Grochowski, Sebastian Grabowiecki
Odrębne miejsce zajmowała literatura sowizdrzalska, popularna literatura jarmarczna i straganowa tworzona przez ludzi spoza społeczeństwa feudalnego. Jej twórcy parodiowali popularne motywy literatury renesansu i baroku oraz atakowali istniejący system feudalny, co spowodowało represje ze strony władz świeckich i kościelnych, a w konsekwencji stopniowe zanikanie tego nurtu literackiego. Do jego przedstawicieli należeli obok twórców anonimowych m.in. Jan z Kijan i Jan Dzwonowski.

## II Faza – panowanie baroku
Faza ta obejmuje okres od końca panowania Zygmunta III do początków czasów saskich. Cechą najbardziej charakterystyczną był podział literatury na nurt dworski, którego przedstawiciele czerpali wzorce z zagranicy i przejmowali stamtąd nowinki literackie oraz nurt sarmacki skupiający się na poszanowaniu polskości i tradycji, nieufnie traktujący wszelkie zagraniczne naleciałości i nowinki. Z tego nurtu wywodzi się sarmatyzm – pogląd o rzekomo wyjątkowym pochodzeniu polskiej szlachty. Niektórzy wyróżniają jeszcze trzeci nurt – literatura sowizdrzalska, zwaną też plebejską, która jednak w tym okresie wskutek represji znajdowała się w fazie zanikającej.
Przedstawicielem dworskiej literatury barokowej był Jan Andrzej Morsztyn. Podejmował on różnoraką tematykę od poważnej do żartobliwej. Jego wiersze okolicznościowe, satyryczne i erotyczne zachowały się w dwóch tomach Kanikuła albo Psia gwiazda oraz Lutnia. Do innych twórców tego okresu należeli Daniel Naborowski, autor licznych dzieł pisanych po polsku i łacinie (m.in. Marność), Szymon Zimorowic, autor tomu Roksolanki oraz Szymon Starowolski – polsko-łaciński publicysta. Klasycystą barokowym, sławnym w swoim czasie na całą Europę był Maciej Kazimierz Sarbiewski, zwany „Horacym chrześcijańskim”, który uwieńczony został laurem poetyckim przez papieża Urbana VIII w 1623 roku. Do przedstawicieli klasycyzmu barokowego zalicza się też braci Krzysztofa i Łukasza Opalińskich. Z inicjatywy tego ostatniego powstała pierwsza polska gazeta Merkuriusz Polski, redagowana przez Hieronima Pinocciego i Jana Aleksandra Gorczyna. Wielkim talentem błysnął Kasper Twardowski, twórca erotyków zebranych w tomie Lekcje Kupidynowych, które znalazły się na kościelnym indeksie. Kasper Twardowski był też autorem utworów o tematyce religijnej. Innymi twórcami erotyków byli Samuel Twardowski, autor Dafnis oraz Hieronim Morsztyn. Literaturę bardziej poważną reprezentowali Józef Bartłomiej Zimorowic i Zbigniew Morsztyn. Ten ostatni podejmował tematy tragicznych dla Polski i Polaków wydarzeń historycznych tamtych czasów (potop szwedzki), które pojawiają się w jego twórczości.
W XVII wieku powszechne stawało się pisanie diariuszy oraz pamiętników. Liczne wojny oraz niepewność jutra skłaniały ówczesnych ludzi do prób utrwalenia siebie dla potomnych na przekór czasowi. Pamiętniki z tego okresu są źródłem informacji dla historyków. Najbardziej znanym utworem tego typu jest pamiętnik Jana Chryzostoma Paska. Interesujące pod względem wartości poznawczej i artystycznej są także zachowane z tamtych czasów listy, z których za arcydzieła sztuki epistolograficznej uchodzą Listy pisane przez hetmana, a później króla Jana Sobieskiego do żony Marii Kazimiery, którą nazywa w listach Marysieńką.
Druga połowa XVII wieku to także rozkwit epiki historycznej, która opiewała wydarzenia historyczne całkiem niedawne. Oprócz wspomnianych wyżej pamiętników, powstał w XVII wieku epos pt. Transakcja wojny chocimskiej autorstwa Wacława Potockiego. Epos ten opisuje bohaterskie zmagania Polaków z Turkami podczas bitwy pod Chocimiem. Twórczość Potockiego nie ograniczała się tylko do Transakcji, jest on także autorem innych eposów (m.in. Judyta, Wirginia) oraz zbioru wierszy wydanych w tomie zatytułowanym Ogród, ale nie plewiony, bróg, ale co snop to inszego zboża, kram rozlicznego gatunku.
Z innych licznych pisarzy tego okresu na wymienienie zasługują też poeta-filozof Stanisław Herakliusz Lubomirski i Wespazjan Kochowski.

## III Faza – schyłek baroku
Okres schyłkowy literatury baroku przypada na czasy saskie. Po licznych klęskach wojennych Polska była poważnie osłabiona militarnie oraz politycznie uzależniona od rosnących w siłę sąsiadów. Dodatkowo nieudolne rządy królów z dynastii saskiej oraz paraliż sejmu przez instytucję liberum veto, a także prywata szlachty i magnatów powodowały nasilającą się anarchię wewnętrzną. Ten stan rzeczy nie sprzyjał rozwojowi kultury i literatury, które choć imponujące ilościowo, wydały niewiele dzieł wyróżniających się walorami artystycznymi. W szerokich kręgach szlachty i mieszczaństwa popularne były wiersze okolicznościowe, facecje, fraszki, satyry obyczajowe i polityczne, dialogi, bajki, zagadki, diariusze i pamiętniki. Warci wspomnienia są tylko nieliczni autorzy, tacy jak: Józef Baka, Jan Damasen Kaliński, Jan Skorski, Jan Stanisław Jabłonowski, Wacław Piotr Rzewuski, Wojciech Stanisław Chrościński oraz Elżbieta Drużbacka zwana polską Safoną. Z prozaików tego okresu wyróżniał się Jędrzej Kitowicz, autor cennego pod względem literackim i historycznym dzieła zatytułowanego Opis obyczajów za panowania Augusta III oraz dzieła Pamiętniki, czyli historia Polski
Powstałe w tym okresie takie dzieła, jak O skutecznym rad sposobie Stanisława Konarskiego oraz Głos wolny wolność ubezpieczający przypisywane królowi Stanisławowi Leszczyńskiemu, należą już do epoki oświecenia i stanowią jej zapowiedź.